# 大水神社
大水神社（おおみずじんじゃ）は、伊勢神宮皇大神宮（内宮）の摂社。本項目では、大水神社と同座する、内宮末社の川相神社（かわあいじんじゃ）および熊淵神社（くまぶちじんじゃ）についても記述する。
3社とも倭姫命が定めた神社であるといい、大水神社は山の神を、川相神社・熊淵神社は水の神を祀る。

## 概要
ここでは3社共通事項を記述する。
三重県伊勢市宇治今在家町字林崎163-1、内宮の神域入り口に架かる宇治橋から約200mのところに鎮座する。大水神社から50m先には内宮所管社の饗土橋姫神社（あえどはしひめじんじゃ）、70m先には内宮摂末社の津長神社・新川神社・石井神社があり、7社が集まっている。また神宮文庫の前身である旧林崎文庫もこの地にある。
12段の石段を上ると、神明鳥居1基と社殿がある。3社は同座しており、社殿は1つである。枝分かれした大楠の古木が社殿の上を覆っている。この大楠は直径2m以上ある。神明造板葺の社殿は南を向いており、一重の玉垣に囲まれている。社殿の大きさは、幅6尺（約1.8m）、奥行き4尺（約1.2m）、高さ7尺8寸（約2.4m）。賽銭箱は置かれていない。
社地の面積は68.97坪（228m2）。『延暦儀式帳』によると、古代の社地は2町5反（約24,793m2）と大変広かったが、その後社地の一部が民家や寺院、林崎文庫の敷地になるなどして縮小したと見られる。社地北側と東側には一部石垣が築かれている。

## 大水神社
大水神社は、内宮の摂社27社のうち第16位である。
祭神は大山祇御祖命（おおやまづみのみおやのみこと）。「大山罪乃御祖命」と表記する文献もあり、古書ではこの名で一致する。伊弉諾命（いざなぎのみこと）・伊弉冉命（いざなみのみこと）の子であり、山神だとされる。
社名が「大水」であるのに祭神が「山の神」であることをいぶかしがる文献もある。

## 川相神社
川相神社は、内宮の末社16社のうち、第10位である。
祭神は細川水神（ほそかわのみずのかみ）。その名の通り、川の神である。

## 熊淵神社
熊淵神社は、内宮の末社16社のうち、第11位である。
祭神は多支大刀自神（たきおおとじのかみ）。大水上命（おおみなかみのみこと）の子で、石清水の守護神である。

## 歴史
1880年（明治13年）発行の『神宮摂末社以下明細取調帳』によると、創建は垂仁天皇の御代とされる。『皇大神宮儀式帳』の記載によると、大水神社には祝部が任じられており、社殿の造り替えは国郡司が担った。『氏経神事記』の文明14年正月15日（ユリウス暦：1482年2月3日）条には大水神社の祝部が神事に奉仕していた旨記述があることから、少なくともこの時代までは社殿が存在したことが確認されている。
中世以後祭祀の断絶により社殿は廃絶し、社地のみが残された。寛文3年12月21日（グレゴリオ暦：1664年1月19日）に遷御（せんぎょ）の儀を行い再興された。再興したのは大宮司の河邊精長（大中臣精長）であり、以後宮司の責任で造り替えが行われるようになった。明治4年（1871年/1872年）、大水神社に川相神社・熊淵神社を同座させる。川相神社・熊淵神社は元来五十鈴川の上流に鎮座していた。1877年（明治10年）9月に職制改正に伴い、守衛が置かれるようになった。
社殿は1918年（大正7年）7月と1956年（昭和31年）2月に建て替えが行われ、1977年（昭和52年）3月24日に大修繕が完了した。

## 祭祀
大水神社で執行される祭祀は津長神社と同じである。すなわち、巡回祭典の形で祈年祭（2月）、月次祭（6月・12月）、神嘗祭（10月）、新嘗祭（11月）の際は社殿の前で祭祀が行われ、歳旦祭（1月1日）、元始祭（1月3日）、建国記念祭（2月11日）、天長祭（2月23日）、風日祈祭（5月・8月）は遥祀にて催行する。

## 植物相
1977年（昭和52年）に行われた境内の立木調査によると、クス・スギ・イヌビワ・シイ・マキを主要樹種とし、計30本あった。

## 交通
宇治橋前まで
- JR参宮線・近鉄山田線伊勢市駅南口（JR側）または近鉄山田線・鳥羽線宇治山田駅より三重交通バスに15分ほど乗車、終点「内宮前」下車[14]。近鉄鳥羽線五十鈴川駅からも三重交通バスで内宮前へ行くことが可能である。
- 伊勢自動車道伊勢西ICより三重県道32号伊勢磯部線（御木本道路）を南へ約5分または伊勢ICより国道23号を南へ約5分、付近に駐車場あり[14]。

宇治橋前から
- 宇治橋前ロータリー、内宮前駐車場を横切り、徒歩約5分（約240m）[3]。